# هونگ سونگ-هی
هونگ سونگ-هی (کره‌ای: 홍승희؛ زادهٔ ۱۹ اوت ۱۹۹۷) بازیگر اهل کره جنوبی است. او به خاطر ایفای نقش در درام‌های فقط برقص، همچو پروانه و نقل مکان به بهشت شناخته می‌شود. او همچنین در فیلم پاون نیز حضور پیدا کرده‌است.